# The West Coast Pop Art Experimental Band
The West Coast Pop Art Experimental Band   fue una banda de rock psicodélico de los tardíos 60`s, situada en Los Ángeles, California.

## Historia
Alrededor de 1960, Bob Markley, hijo adoptivo de un empresario petrolero, estudiante graduado de leyes,  se muda a Los Ángeles con la esperanza de convertirse en una estrella. Sus inicios como actor en Hollywood o como cantante de pop no tuvieron mucho éxito.
En la misma época los hermanos Shaun y Danny Harris, hijos del compositor Roy Harris, también se mudaron a Los Ángeles, en 1963 ambos tocaban en Snowmen. En 1964 comienzan a ir a la Hollywood Professional School, en donde conocen a Michael Lloyd, quien llevaba años tocando con diversos grupos como The Rogues. Los hermanos Harris y Lloyd deciden formar una nueva banda, inicialmente llamada The Laughing Wind, graban algunos demos con el productor musical Kim Fowley. Fowley ya conocía a Markley, y sugiere a la banda que toque alguna de sus letras.
En 1965, Fowley organiza una fiesta en la casa de Markley, en donde tocan The Yardbirds y asisten los hermanos Harris y Lloyd. Markley queda impresionado por la cantidad de jóvenes adolescentes atraídas por la banda, a su vez los músicos quedan impresionados por la calidad de las luces y de los equipos de sonidos que maneja Markley.  Animados por Fowley, Markley, Shaun Harris, Danny Harry y Michael Lloyd comienzan a trabajar juntos, luego se les une el baterista John Ware  formando así The West Coast Pop Art Experimental Band.
La banda graba su debut en 1966, "Volume 1", con la participación de Michael Lloyd, Shaun Harris, Dennos Lambert (guitarra) y Danny Belsky (percusión), con Markley en algunos coros y canciones. La mayoría del material data de antes de la incorporación de Markley.  El álbum incluye algunos hits del momento y composiciones originales. Fue grabado en un estudio casero en San Vicente. El tiraje fue de unos cien ejemplares aproximadamente y fue relanzado en vinilo el año 1994.
Con un impresionante show de luces la banda se vuelve popular en Los Ángeles, en donde firman con el sello Reprise Records. La disquera graba su primer álbum profesional, titulado  "Part One", trabajo que oscila entre canciones pop, baladas acústicas y un destilado psicodélico.  En el disco se reflejan las tensiones entre los músicos de la banda y Markley, quien efectivamente controlaba los contratos, las salidas y la puesta en escena de la banda. Markley, visto por sus compañeros como un músico sin talento, colaboraba con algunas letras pseudo psicodélicas y con su voz en las secciones habladas del disco. En el disco participaron también el baterista Hal Blaine y el pianista Van Dyke Parks. Las desavenencias entre Markley y Lloyd llevaron a la inclusión del guitarrista Ron Morgan quien luego de un tiempo se convirtió en un miembro estable del grupo.
Grabado y estrenado en 1967, "Volume Two – Breaking Through" fue el álbum más ambicioso y coherente, compuesto en su totalidad por miembros de la banda. Destacan en las canciones compuestas por Markley; "Suppose They Give A War And No One Comes?" – en parte basado en un discurso de Franklin D. Roosevelt – y la canción  "Smell of Incense". El álbum comienza a demostrar la obsesión lírica de Markley por las mujeres jóvenes.
El siguiente álbum "Volume III - A Child's Guide To Good And Evil" es considerado el punto más alto, en términos musicales, alcanzado por el grupo. La mayoría de las canciones difunden un mensaje naif de amor y paz, sin embargo hay canciones cargadas cinismo irónico como "A Child Of A Few Hours Is Burning To Death". El disco muestra la tensión entre los miembros; las melodías de los hermanos Harris, los efectos y la estridencia de la guitarra de Morgan y las bizarras declamaciones de Markley.
Los hermanos Harris desilusionados del poco éxito comercial de la banda y de trabajar con Markley, forman en 1968 una banda de gira "California Spectrum" con la participación de Michael Lloyd. La gira fue un fracaso y los hermanos Harris volvieron a grabar con la banda el disco  "Where's My Daddy?" en donde participa además Lloyd y Morgan. En 1970 sale el disco "Markley, A Group", promocionado como un disco en solitario de Markley pero en que contribuyen la mayoría de los integrantes de la banda.
Luego de un tiempo la banda dejó de existir. Michael Lloyd fue nombrado vicepresidente de A & R en MGM, a los veinte años, en 1969. Ganó un Grammy con Lou Rawls, produjo hits para  The Osmonds, Shaun Cassidy, Leif Garret y el la banda sonora de Dirty Dancing. En 1973 Shaun Harris lanzó un álbum en solitario, después se retiró de la escena musical para organizar un festival de cine infantil. Danny Harris lanzó su propio álbum en 1980, continuó trabajando como músico de Folk y actor. Ron Morgan  se unió a la banda "Three Dog Night", trabajó como taxista y como conserje, contrajo hepatitis y murió en 1989. Bob Markley  trabajó como productor musical, sin embargo tuvo algunos problemas legales por su trato con menores de edad. Lo último que se supo de él fue su permanencia en un hospital mental a mediados de los 90´s.

## Discografía
- Volume One (1966, relanzado 1997)
- The West Coast Pop Art Experimental Band Part One (1967)
- Vol. 2 (Breaking Through) (1967)
- Volume 3: A Child's Guide To Good And Evil (1968)
- Where's My Daddy? (1969)
- Markley, a Group (1970)

## Singles
Reprise Records
- Shifting Sands/1906 (1967)
- Help, I'm A Rock/Transparent Day (1967)
- Smell Of Incense/Unfree Child (1968)

Amos Records
- Free As A Bird/Where's My Daddy (1969)